# راموس دي آزيفيدو
راموس دي آزيفيدو (بالبرتغالية: Ramos de Azevedo‏) هو مهندس معماري برازيلي، ولد في 8 ديسمبر 1851 في ساو باولو في البرازيل، وتوفي بنفس المكان في 1 يونيو 1928.